# Вале Саломоне (Потенца)
Вале Саломоне (итал. Valle Salomone) је насеље у Италији у округу Потенца, региону Базиликата.
Према процени из 2011. у насељу је живело 26 становника. Насеље се налази на надморској висини од 853 м.